# Sowi
 (juin 2018).
Si vous disposez d'ouvrages ou d'articles de référence ou si vous connaissez des sites web de qualité traitant du thème abordé ici, merci de compléter l'article en donnant les références utiles à sa vérifiabilité et en les liant à la section « Notes et références ».
Sowi est une localité du Cameroun, située dans l’arrondissement de Belo, le département du Boyo et la région du Nord-Ouest.

## Démographie
Lors du recensement de 2005, on a dénombré 1 077 habitants à Sowi. C'est l’un des villages de la commune de Belo créée par décret no 93/321 du 25 novembre 1993. Cette commune est composée de 10 villages (y compris Sowi) : Aboh, Anjin, Anyajua, Chuaku, Elemghong, Fuli, Jinkfuin, Juabum, Mbesa et Sowi.

## Végétation
Les hauts plateaux du Nord-Ouest de manière générale ont une altitude moyenne supérieure à 1 100 m. Le village de Sowi est riche en terres volcaniques favorables à l’agriculture (café, maraîchers, etc.). Sa végétation est moins dense et son climat frais est favorable à l’éclosion de toutes sortes d’activités. 

## Climat
En dehors de la saison pluvieuse (ordinairement de juillet à octobre), le village Sowi offre, tout le reste de l’année, un climat propice au voyage. C’est un climat doux et frais, avec des températures qui oscillent autour de 22 °C.